# 王晓安
王晓安（1949年3月—），男，汉族，四川富顺人，中华人民共和国政治人物，曾任中共陕西省委组织部副部长，陕西省政协副主席。